# Рокада
Рокàда е ход в шахмата. В него участват цар и топ от един и същи цвят. Това е единствения ход в шахмата, в който участват едновременно две фигури. Малка рокада се извършва с топа на царския фланг, а голяма рокада – с топа на дамския фланг.
|   | a | b | c | d | e | f | g | h |   |
| 8 | черен цар на бяло поле e8 · черен топ на черно поле h8 · бял топ на черно поле a1 · бял цар на черно поле e1 | черен цар на бяло поле e8 · черен топ на черно поле h8 · бял топ на черно поле a1 · бял цар на черно поле e1 | черен цар на бяло поле e8 · черен топ на черно поле h8 · бял топ на черно поле a1 · бял цар на черно поле e1 | черен цар на бяло поле e8 · черен топ на черно поле h8 · бял топ на черно поле a1 · бял цар на черно поле e1 | черен цар на бяло поле e8 · черен топ на черно поле h8 · бял топ на черно поле a1 · бял цар на черно поле e1 | черен цар на бяло поле e8 · черен топ на черно поле h8 · бял топ на черно поле a1 · бял цар на черно поле e1 | черен цар на бяло поле e8 · черен топ на черно поле h8 · бял топ на черно поле a1 · бял цар на черно поле e1 | черен цар на бяло поле e8 · черен топ на черно поле h8 · бял топ на черно поле a1 · бял цар на черно поле e1 | 8 |
| 7 | черен цар на бяло поле e8 · черен топ на черно поле h8 · бял топ на черно поле a1 · бял цар на черно поле e1 | черен цар на бяло поле e8 · черен топ на черно поле h8 · бял топ на черно поле a1 · бял цар на черно поле e1 | черен цар на бяло поле e8 · черен топ на черно поле h8 · бял топ на черно поле a1 · бял цар на черно поле e1 | черен цар на бяло поле e8 · черен топ на черно поле h8 · бял топ на черно поле a1 · бял цар на черно поле e1 | черен цар на бяло поле e8 · черен топ на черно поле h8 · бял топ на черно поле a1 · бял цар на черно поле e1 | черен цар на бяло поле e8 · черен топ на черно поле h8 · бял топ на черно поле a1 · бял цар на черно поле e1 | черен цар на бяло поле e8 · черен топ на черно поле h8 · бял топ на черно поле a1 · бял цар на черно поле e1 | черен цар на бяло поле e8 · черен топ на черно поле h8 · бял топ на черно поле a1 · бял цар на черно поле e1 | 7 |
| 6 | черен цар на бяло поле e8 · черен топ на черно поле h8 · бял топ на черно поле a1 · бял цар на черно поле e1 | черен цар на бяло поле e8 · черен топ на черно поле h8 · бял топ на черно поле a1 · бял цар на черно поле e1 | черен цар на бяло поле e8 · черен топ на черно поле h8 · бял топ на черно поле a1 · бял цар на черно поле e1 | черен цар на бяло поле e8 · черен топ на черно поле h8 · бял топ на черно поле a1 · бял цар на черно поле e1 | черен цар на бяло поле e8 · черен топ на черно поле h8 · бял топ на черно поле a1 · бял цар на черно поле e1 | черен цар на бяло поле e8 · черен топ на черно поле h8 · бял топ на черно поле a1 · бял цар на черно поле e1 | черен цар на бяло поле e8 · черен топ на черно поле h8 · бял топ на черно поле a1 · бял цар на черно поле e1 | черен цар на бяло поле e8 · черен топ на черно поле h8 · бял топ на черно поле a1 · бял цар на черно поле e1 | 6 |
| 5 | черен цар на бяло поле e8 · черен топ на черно поле h8 · бял топ на черно поле a1 · бял цар на черно поле e1 | черен цар на бяло поле e8 · черен топ на черно поле h8 · бял топ на черно поле a1 · бял цар на черно поле e1 | черен цар на бяло поле e8 · черен топ на черно поле h8 · бял топ на черно поле a1 · бял цар на черно поле e1 | черен цар на бяло поле e8 · черен топ на черно поле h8 · бял топ на черно поле a1 · бял цар на черно поле e1 | черен цар на бяло поле e8 · черен топ на черно поле h8 · бял топ на черно поле a1 · бял цар на черно поле e1 | черен цар на бяло поле e8 · черен топ на черно поле h8 · бял топ на черно поле a1 · бял цар на черно поле e1 | черен цар на бяло поле e8 · черен топ на черно поле h8 · бял топ на черно поле a1 · бял цар на черно поле e1 | черен цар на бяло поле e8 · черен топ на черно поле h8 · бял топ на черно поле a1 · бял цар на черно поле e1 | 5 |
| 4 | черен цар на бяло поле e8 · черен топ на черно поле h8 · бял топ на черно поле a1 · бял цар на черно поле e1 | черен цар на бяло поле e8 · черен топ на черно поле h8 · бял топ на черно поле a1 · бял цар на черно поле e1 | черен цар на бяло поле e8 · черен топ на черно поле h8 · бял топ на черно поле a1 · бял цар на черно поле e1 | черен цар на бяло поле e8 · черен топ на черно поле h8 · бял топ на черно поле a1 · бял цар на черно поле e1 | черен цар на бяло поле e8 · черен топ на черно поле h8 · бял топ на черно поле a1 · бял цар на черно поле e1 | черен цар на бяло поле e8 · черен топ на черно поле h8 · бял топ на черно поле a1 · бял цар на черно поле e1 | черен цар на бяло поле e8 · черен топ на черно поле h8 · бял топ на черно поле a1 · бял цар на черно поле e1 | черен цар на бяло поле e8 · черен топ на черно поле h8 · бял топ на черно поле a1 · бял цар на черно поле e1 | 4 |
| 3 | черен цар на бяло поле e8 · черен топ на черно поле h8 · бял топ на черно поле a1 · бял цар на черно поле e1 | черен цар на бяло поле e8 · черен топ на черно поле h8 · бял топ на черно поле a1 · бял цар на черно поле e1 | черен цар на бяло поле e8 · черен топ на черно поле h8 · бял топ на черно поле a1 · бял цар на черно поле e1 | черен цар на бяло поле e8 · черен топ на черно поле h8 · бял топ на черно поле a1 · бял цар на черно поле e1 | черен цар на бяло поле e8 · черен топ на черно поле h8 · бял топ на черно поле a1 · бял цар на черно поле e1 | черен цар на бяло поле e8 · черен топ на черно поле h8 · бял топ на черно поле a1 · бял цар на черно поле e1 | черен цар на бяло поле e8 · черен топ на черно поле h8 · бял топ на черно поле a1 · бял цар на черно поле e1 | черен цар на бяло поле e8 · черен топ на черно поле h8 · бял топ на черно поле a1 · бял цар на черно поле e1 | 3 |
| 2 | черен цар на бяло поле e8 · черен топ на черно поле h8 · бял топ на черно поле a1 · бял цар на черно поле e1 | черен цар на бяло поле e8 · черен топ на черно поле h8 · бял топ на черно поле a1 · бял цар на черно поле e1 | черен цар на бяло поле e8 · черен топ на черно поле h8 · бял топ на черно поле a1 · бял цар на черно поле e1 | черен цар на бяло поле e8 · черен топ на черно поле h8 · бял топ на черно поле a1 · бял цар на черно поле e1 | черен цар на бяло поле e8 · черен топ на черно поле h8 · бял топ на черно поле a1 · бял цар на черно поле e1 | черен цар на бяло поле e8 · черен топ на черно поле h8 · бял топ на черно поле a1 · бял цар на черно поле e1 | черен цар на бяло поле e8 · черен топ на черно поле h8 · бял топ на черно поле a1 · бял цар на черно поле e1 | черен цар на бяло поле e8 · черен топ на черно поле h8 · бял топ на черно поле a1 · бял цар на черно поле e1 | 2 |
| 1 | черен цар на бяло поле e8 · черен топ на черно поле h8 · бял топ на черно поле a1 · бял цар на черно поле e1 | черен цар на бяло поле e8 · черен топ на черно поле h8 · бял топ на черно поле a1 · бял цар на черно поле e1 | черен цар на бяло поле e8 · черен топ на черно поле h8 · бял топ на черно поле a1 · бял цар на черно поле e1 | черен цар на бяло поле e8 · черен топ на черно поле h8 · бял топ на черно поле a1 · бял цар на черно поле e1 | черен цар на бяло поле e8 · черен топ на черно поле h8 · бял топ на черно поле a1 · бял цар на черно поле e1 | черен цар на бяло поле e8 · черен топ на черно поле h8 · бял топ на черно поле a1 · бял цар на черно поле e1 | черен цар на бяло поле e8 · черен топ на черно поле h8 · бял топ на черно поле a1 · бял цар на черно поле e1 | черен цар на бяло поле e8 · черен топ на черно поле h8 · бял топ на черно поле a1 · бял цар на черно поле e1 | 1 |
|   | a | b | c | d | e | f | g | h |   |

|   | a | b | c | d | e | f | g | h |   |
| 8 | черен топ на черно поле f8 · черен цар на бяло поле g8 · бял цар на черно поле c1 · бял топ на бяло поле d1 | черен топ на черно поле f8 · черен цар на бяло поле g8 · бял цар на черно поле c1 · бял топ на бяло поле d1 | черен топ на черно поле f8 · черен цар на бяло поле g8 · бял цар на черно поле c1 · бял топ на бяло поле d1 | черен топ на черно поле f8 · черен цар на бяло поле g8 · бял цар на черно поле c1 · бял топ на бяло поле d1 | черен топ на черно поле f8 · черен цар на бяло поле g8 · бял цар на черно поле c1 · бял топ на бяло поле d1 | черен топ на черно поле f8 · черен цар на бяло поле g8 · бял цар на черно поле c1 · бял топ на бяло поле d1 | черен топ на черно поле f8 · черен цар на бяло поле g8 · бял цар на черно поле c1 · бял топ на бяло поле d1 | черен топ на черно поле f8 · черен цар на бяло поле g8 · бял цар на черно поле c1 · бял топ на бяло поле d1 | 8 |
| 7 | черен топ на черно поле f8 · черен цар на бяло поле g8 · бял цар на черно поле c1 · бял топ на бяло поле d1 | черен топ на черно поле f8 · черен цар на бяло поле g8 · бял цар на черно поле c1 · бял топ на бяло поле d1 | черен топ на черно поле f8 · черен цар на бяло поле g8 · бял цар на черно поле c1 · бял топ на бяло поле d1 | черен топ на черно поле f8 · черен цар на бяло поле g8 · бял цар на черно поле c1 · бял топ на бяло поле d1 | черен топ на черно поле f8 · черен цар на бяло поле g8 · бял цар на черно поле c1 · бял топ на бяло поле d1 | черен топ на черно поле f8 · черен цар на бяло поле g8 · бял цар на черно поле c1 · бял топ на бяло поле d1 | черен топ на черно поле f8 · черен цар на бяло поле g8 · бял цар на черно поле c1 · бял топ на бяло поле d1 | черен топ на черно поле f8 · черен цар на бяло поле g8 · бял цар на черно поле c1 · бял топ на бяло поле d1 | 7 |
| 6 | черен топ на черно поле f8 · черен цар на бяло поле g8 · бял цар на черно поле c1 · бял топ на бяло поле d1 | черен топ на черно поле f8 · черен цар на бяло поле g8 · бял цар на черно поле c1 · бял топ на бяло поле d1 | черен топ на черно поле f8 · черен цар на бяло поле g8 · бял цар на черно поле c1 · бял топ на бяло поле d1 | черен топ на черно поле f8 · черен цар на бяло поле g8 · бял цар на черно поле c1 · бял топ на бяло поле d1 | черен топ на черно поле f8 · черен цар на бяло поле g8 · бял цар на черно поле c1 · бял топ на бяло поле d1 | черен топ на черно поле f8 · черен цар на бяло поле g8 · бял цар на черно поле c1 · бял топ на бяло поле d1 | черен топ на черно поле f8 · черен цар на бяло поле g8 · бял цар на черно поле c1 · бял топ на бяло поле d1 | черен топ на черно поле f8 · черен цар на бяло поле g8 · бял цар на черно поле c1 · бял топ на бяло поле d1 | 6 |
| 5 | черен топ на черно поле f8 · черен цар на бяло поле g8 · бял цар на черно поле c1 · бял топ на бяло поле d1 | черен топ на черно поле f8 · черен цар на бяло поле g8 · бял цар на черно поле c1 · бял топ на бяло поле d1 | черен топ на черно поле f8 · черен цар на бяло поле g8 · бял цар на черно поле c1 · бял топ на бяло поле d1 | черен топ на черно поле f8 · черен цар на бяло поле g8 · бял цар на черно поле c1 · бял топ на бяло поле d1 | черен топ на черно поле f8 · черен цар на бяло поле g8 · бял цар на черно поле c1 · бял топ на бяло поле d1 | черен топ на черно поле f8 · черен цар на бяло поле g8 · бял цар на черно поле c1 · бял топ на бяло поле d1 | черен топ на черно поле f8 · черен цар на бяло поле g8 · бял цар на черно поле c1 · бял топ на бяло поле d1 | черен топ на черно поле f8 · черен цар на бяло поле g8 · бял цар на черно поле c1 · бял топ на бяло поле d1 | 5 |
| 4 | черен топ на черно поле f8 · черен цар на бяло поле g8 · бял цар на черно поле c1 · бял топ на бяло поле d1 | черен топ на черно поле f8 · черен цар на бяло поле g8 · бял цар на черно поле c1 · бял топ на бяло поле d1 | черен топ на черно поле f8 · черен цар на бяло поле g8 · бял цар на черно поле c1 · бял топ на бяло поле d1 | черен топ на черно поле f8 · черен цар на бяло поле g8 · бял цар на черно поле c1 · бял топ на бяло поле d1 | черен топ на черно поле f8 · черен цар на бяло поле g8 · бял цар на черно поле c1 · бял топ на бяло поле d1 | черен топ на черно поле f8 · черен цар на бяло поле g8 · бял цар на черно поле c1 · бял топ на бяло поле d1 | черен топ на черно поле f8 · черен цар на бяло поле g8 · бял цар на черно поле c1 · бял топ на бяло поле d1 | черен топ на черно поле f8 · черен цар на бяло поле g8 · бял цар на черно поле c1 · бял топ на бяло поле d1 | 4 |
| 3 | черен топ на черно поле f8 · черен цар на бяло поле g8 · бял цар на черно поле c1 · бял топ на бяло поле d1 | черен топ на черно поле f8 · черен цар на бяло поле g8 · бял цар на черно поле c1 · бял топ на бяло поле d1 | черен топ на черно поле f8 · черен цар на бяло поле g8 · бял цар на черно поле c1 · бял топ на бяло поле d1 | черен топ на черно поле f8 · черен цар на бяло поле g8 · бял цар на черно поле c1 · бял топ на бяло поле d1 | черен топ на черно поле f8 · черен цар на бяло поле g8 · бял цар на черно поле c1 · бял топ на бяло поле d1 | черен топ на черно поле f8 · черен цар на бяло поле g8 · бял цар на черно поле c1 · бял топ на бяло поле d1 | черен топ на черно поле f8 · черен цар на бяло поле g8 · бял цар на черно поле c1 · бял топ на бяло поле d1 | черен топ на черно поле f8 · черен цар на бяло поле g8 · бял цар на черно поле c1 · бял топ на бяло поле d1 | 3 |
| 2 | черен топ на черно поле f8 · черен цар на бяло поле g8 · бял цар на черно поле c1 · бял топ на бяло поле d1 | черен топ на черно поле f8 · черен цар на бяло поле g8 · бял цар на черно поле c1 · бял топ на бяло поле d1 | черен топ на черно поле f8 · черен цар на бяло поле g8 · бял цар на черно поле c1 · бял топ на бяло поле d1 | черен топ на черно поле f8 · черен цар на бяло поле g8 · бял цар на черно поле c1 · бял топ на бяло поле d1 | черен топ на черно поле f8 · черен цар на бяло поле g8 · бял цар на черно поле c1 · бял топ на бяло поле d1 | черен топ на черно поле f8 · черен цар на бяло поле g8 · бял цар на черно поле c1 · бял топ на бяло поле d1 | черен топ на черно поле f8 · черен цар на бяло поле g8 · бял цар на черно поле c1 · бял топ на бяло поле d1 | черен топ на черно поле f8 · черен цар на бяло поле g8 · бял цар на черно поле c1 · бял топ на бяло поле d1 | 2 |
| 1 | черен топ на черно поле f8 · черен цар на бяло поле g8 · бял цар на черно поле c1 · бял топ на бяло поле d1 | черен топ на черно поле f8 · черен цар на бяло поле g8 · бял цар на черно поле c1 · бял топ на бяло поле d1 | черен топ на черно поле f8 · черен цар на бяло поле g8 · бял цар на черно поле c1 · бял топ на бяло поле d1 | черен топ на черно поле f8 · черен цар на бяло поле g8 · бял цар на черно поле c1 · бял топ на бяло поле d1 | черен топ на черно поле f8 · черен цар на бяло поле g8 · бял цар на черно поле c1 · бял топ на бяло поле d1 | черен топ на черно поле f8 · черен цар на бяло поле g8 · бял цар на черно поле c1 · бял топ на бяло поле d1 | черен топ на черно поле f8 · черен цар на бяло поле g8 · бял цар на черно поле c1 · бял топ на бяло поле d1 | черен топ на черно поле f8 · черен цар на бяло поле g8 · бял цар на черно поле c1 · бял топ на бяло поле d1 | 1 |
|   | a | b | c | d | e | f | g | h |   |

На първата диаграма са показани цар и топ от белите и черните фигури готови за рокада. Позициите след рокадата са изобразени на следващата диаграма.
При голяма рокада (0-0-0) от началната си позиция топът се поставя до царя – според алгебричната шахматна нотация от a1 на d1 за белите или от a8 на d8 за черните, а царят се поставя от другата му страна – от e1 на c1 или от e8 на c8.
За малка рокада (0-0) топът се поставя отново до царя, от h8 на f8 за черните или от h1 на f1 за белите, а царят – от другата му страна: от e8 на g8 или от e1 на g1.
За да се извърши рокадата, трябва да са изпълнени определени условия:
1. Между царя и съответния топ да няма други фигури,
2. Царят и топът да не са местени от началото на партията,
3. Царят да не се намира под шах преди и след рокадата,
4. Царят не трябва да прескача поле, което се намира под удара на неприятелска фигура.

Рокадата е важно средство за укриване на царя на сигурна позиция, където е труднодостъпен за неприятелска атака. Едновременно с това довежда силна фигура, топа, до централните вертикали. Затова в дебюта се препоръчва рокадата да се извърши възможно най-рано, преди да е започнала някаква атака.
Рокадата е единственият ход на царя с две полета, добавен към европейския шах между 14-ти и 15-ти век и приема сегашната си форма през 17-ти век. Локалните вариации в правилата за рокада обаче са били често срещани и са се запазили в Италия до края на 19-ти век. Рокадата не съществува в азиатските игри от шахматното семейство, като шоги, сиангци и джанги, но често се появява във варианти на западния шах.

## Правила

### Официални правила
Съгласно правилата на ФИДЕ и USCF, прилагани в повечето турнири, рокадата се счита за ход на царя, така че царят трябва да бъде докоснат първи; ако топът бъде докоснат първи, вместо това трябва да се изиграе ход на топа. Както обикновено, играчът може да избере друго допустимо поле за царя, докато не го пусне. Когато обаче ходът на царя с две полета е завършен, играчът е задължен да направи рокада, ако е допустима, и топът трябва да бъде преместен съответно. Целият ход трябва да бъде завършен с една ръка. Играч, който се опитва да направи рокада неправомерно, трябва да върне царя и топа в първоначалните им полета и след това да направи допустим ход на царя, ако е възможно (което може да включва рокада от другата страна). Ако няма допустим ход на царя, правилото за ход с докосване не се прилага за топа.
Тези турнирни правила не се прилагат често в неформалната игра, нито са широко известни на случайните играчи.
В правилото „след третото повторение на позиция играта завършва с равенство“ правото на играчите на рокада трябва да е еднакво и в трите позиции.

### Частни случаи
На регионално или национално ниво правилата за рокада може да се различават. Разрешено е да се докоснат и двете фигури (едновременно или като се започне с царя) и след това да се преместят по произволен начин – но все пак с една ръка. Шахматната федерация на САЩ позволява рокадата да започва с топ.
В игри с даден топ в аванс предварително или по време на играта (подарено предимство, авантаж; на италиански: Svantaggio, на руски: Фора, на английски: Handicap, на испански: Handicap, на немски: Vorgabe) играч може да направи рокада с несъществуващ топ, движейки само царя.
В Шахмат-960 на Фишер, в резултат на рокадата, царят и топът се поставят на същите полета, както в обикновения шах. В зависимост от първоначалното разположение на фигурите обаче, и двете фигури, или само царят, или само топът могат да се движат. Следователно, горното правило не се прилага и играчът има право да мести рокадировъчните фигури в произволен ред; рокадата се счита за извършена, когато часовникът бъде превключен. Ако играта се играе без контрол на времето, тогава, за да се избегне дезориентация на партньора, рокадиралият играч трябва да каже „рокада“ или „рокирав се“, преди да премести фигурите.